# Psylla muiri
Psylla muiri är en insektsart som beskrevs av Crawford 1919. Psylla muiri ingår i släktet Psylla och familjen rundbladloppor. Inga underarter finns listade i Catalogue of Life.